# Biosphärenreservat Mont Saint-Hilaire
Das Biosphärenreservat Mont Saint-Hilaire (englisch Mont Saint-Hilaire Biosphere Reserve, französisch Réserve de la biosphère du Mont Saint-Hilaire; gelegentlich auch Biosphärenregion Mont Saint-Hilaire) ist ein im Jahr 1978 von der UNESCO, nach dem Programm Der Mensch und die Biosphäre (englisch Man and the Biosphere Programme (MAB)), anerkanntes Biosphärenreservat. Es liegt im Südwesten der kanadischen Provinz Quebec, östlich von Montreal. Das Reservat ist, vor dem Biosphärenreservat Waterton, das älteste der kanadischen Biosphärenreservate.
Das Biosphärenreservat Mont Saint-Hilaire ist eines von derzeit 19 Biosphärenreservaten in Kanada und eins von vier dieser Schutzgebiete in der Provinz.
Das Biosphärenreservat ist ein in Nord-Süd-Richtung gestrecktes Gebiet. Es Liegt östlich des Rivière Richelieu und westlich des Rivière Yamaska. Der südlichste Punkt liegt nördlich von Saint-Mathias-sur-Richelieu, in der regionalen Grafschaftsgemeinde von Rouville. Im südlichen Bereich des Reservates, nahe der Kleinstadt Mont-Saint-Hilaire, liegt der namensgebende Mont Saint-Hilaire. Das Biosphärenreservat endet dann weiter nördlich in der regionalen Grafschaftsgemeinde von Les Maskoutains, nahe der Gemeinde Saint-Louis.